# Fórizs László
Fórizs László (Budapest, 1959. október 26. –) tanár, műfordító.

## Életpályája
Már középiskolai tanulmányai alatt is segédkönyvtárosként dolgozik. Ekkor kezd el szanszkritül tanulni. A gimnázium elvégzése után nem jelentkezik egyetemre, hanem a Pannonhalmi Bencés Főapátság Főkönyvtárában vállal könyvtárosi állást.
Visszatér Budapestre, két évig fizikai munkás, majd a Soproni Erdészeti és Faipari Egyetem (Nyugat-magyarországi Egyetem) hallgatója lesz. Innen Moór Artúr hatására átjelentkezik a KLTE (Debreceni Egyetem) Természettudományi Karára, végül az ELTE-n szerez fizikusi oklevelet.
Az egyetem elvégzése után az Akadémiai Kiadó szerkesztője. Később az USA-ban egyetemi tanársegéd, Budapesten középiskolai, majd főiskolai tanár, tanszékvezető főiskolai tanár. 2000-ben lemond tanszékvezetői posztjáról, majd felmond. Ezután bolti eladó, számítástechnikai programozó, oktató, végül ismét általános és középiskolai tanár.
Nős, három gyermek édesapja.

## Főbb művei

### Írások
- A visszateremtés himnusza (1989)
- A modern fizika teremtésmítosza (1992)
- Rigvéda – Teremtéshimnuszok (1995) ()
- The Relevance of Whitehead for Contemporary Buddhist Philosophy (1998)
- Szabad-e az ember? in: Hankiss Elemér: Beszélgetések életről és halálról (2000)
- Dīrghatamas (2019[2003])
- Apām Napāt, Dīrghatamas and the Construction of the Brick Altar. Analysis of RV 1.143 (2016[2003])
- "Hosszú, mély sötétség" in: Folyamat és kaland (2005)

### Fordítások

#### Költészet
- Rigvéda-himnuszok (1976–) (2005-től a világhálón)
- Rigvéda in: India bölcsessége (1994)
- Dhammapada – Az erény útja (1994)
- Arszenyij Tarkovszkij: Az első találkozások (Первые свидания) (1996)
- Arszenyij Tarkovszkij: Négy vers (2004)
- Dhammapada – Az erény útja Archiválva 2007. június 2-i dátummal a Wayback Machine-ben (2005)
- It hurts so much in: Tableau – József Attila emlékév (2005)
- Szeng can: A szívbéli hitről (2006) (1)
- Arszenyij Tarkovszkij: "Nem elég..." ("Только этого мало") (2007)
- Dhammapada – Az erény útja (2012)
- Öt himnusz a Dírghatamasz-ciklusból (2019)
- Költészet vallás, filozófia és tudomány határán. Válogatott műfordítások (2020)

#### Filozófia és vallás
- John Archibald Wheeler: Törvény nélküli törvény (1985) (1)
- Nágárdzsuna filozófiája in: India bölcsessége (1994) (1)
- Satapatha bráhmana, VI.1.1-3.[halott link] in: Rigvéda – Teremtéshimnuszok (1995)
- Alfred North Whitehead: Folyamat és valóság, Kozmológiai értekezés (Karsai Gáborral) (2001) (1)
- Patandzsali: A jóga vezérfonala (2002) (1)
- Alfred North Whitehead: A Matematika és a Jó in: Folyamat és kaland (Szekeres András Márkkal) (2005) (1)
- Példázat a tűzről (Aggivaccshagottaszutta, MN 72), Keréknyomok 7/2013 (India bölcsessége, 1994)
- A klasszikus upanisadok II. A Brihadáranjaka és a Cshándógja upanisad védikus szanszkrit eredetiből készült fordítása. (2016)

## Társasági tagság
- International Association of Sanskrit Studies: IASS
- Magyar Filozófiai Társaság
- Magyar Felsőoktatási Akkreditációs Bizottság: MAB